# We Are Golden
"We Are Golden" là đĩa đơn đầu tiên từ album phòng thu thứ hai của Mika, The Boy Who Knew Too Much. Ca khúc được sản xuấ và phối khí bởi Greg Wells, cùng với sự tham gia của dàn hợp xướng nhạc Phúc âm Andrae Crouch.

## Phát hành
Đĩa đơn được phát lần đầu trên sóng phát thanh ở Anh ngày 20 tháng 7 năm 2009, trên kênh BBC Radio 2. Bài hát cho phép download từ ngày 14 tháng 8 năm 2009 ở Úc và sau đó ngày 6 tháng 9 năm 2009 ở Anh. Nó được phát hành ở dạng đĩa ngày 7 tháng 9 năm 2009 cùng với phiên bản limited edition 7-inch và 12-inch. Ở Hoa Kỳ, "We Are Golden" được phát hành độc quyền trên iTunes Store trong vòng 1 tuần kể từ ngày 18 tháng 8 năm 2009.

## Video ca nhạc

Một cảnh quay từ video âm nhạc cho "We Are Golden".

Video ca nhạc của "We Are Golden" đã được quay chỉ trong ngày 9 và 10 tháng 7 năm 2009 ở Elstree Studios, Anh. Đạo diễn của video là đạo diễn phim người Thụy Điển Jonas Åkerlund. Video phát sóng ngày 8 tháng 4 năm 2009 ở Anh trên kênh Channel 4. Video quay cảnh Mika mang quần lót nhảy múa trong phòng ngủ của anh để "kỉ niệm tất cả những năm tháng Mika dành cho việc nhảy múa quanh phòng ngủ thời thiếu niên." 

## Các dạng đĩa và danh sách bài hát
| CD  | CD                                                 | CD         |
| STT | Nhan đề                                            | Thời lượng |
| --- | -------------------------------------------------- | ---------- |
| 1.  | "We Are Golden"                                    | 3:59       |
| 2.  | "We Are Golden" (Calvin Harris Remix – Radio edit) | 3:34       |
| 3.  | "Lonely Alcoholic"                                 | 3:05       |

| Đĩa đơn iTunes Store | Đĩa đơn iTunes Store                     | Đĩa đơn iTunes Store |
| STT                  | Nhan đề                                  | Thời lượng           |
| -------------------- | ---------------------------------------- | -------------------- |
| 1.                   | "We Are Golden"                          | 3:57                 |
| 2.                   | "Blue Eyes" (Trực tiếp ở Sadler's Wells) | 3:34                 |

| iTunes Store Extended Play | iTunes Store Extended Play                       | iTunes Store Extended Play |
| STT                        | Nhan đề                                          | Thời lượng                 |
| -------------------------- | ------------------------------------------------ | -------------------------- |
| 1.                         | "We Are Golden"                                  | 3:58                       |
| 2.                         | "We Are Golden" (Calvin Harris Remix – club mix) | 6:28                       |
| 3.                         | "We Are Golden" (Mirwais – Vocal Mix)            | 6:12                       |
| 4.                         | "We Are Golden" (Don Diablo Dub)                 | 6:11                       |
| 5.                         | "We Are Golden" (Bob Sinclar's Big Room Remix)   | 6:38                       |
| 6.                         | "We Are Golden" (Phiên bản acoustic)             | 3:09                       |

| 12-inch Vinyl | 12-inch Vinyl                              | 12-inch Vinyl |
| STT           | Nhan đề                                    | Thời lượng    |
| ------------- | ------------------------------------------ | ------------- |
| 1.            | "We Are Golden" (Calvin Harris Club Remix) |               |
| 2.            | "We Are Golden" (Calvin Harris Dub Remix)  |               |
| 3.            | "We Are Golden" (Mirwais Dub Remix)        |               |
| 4.            | "We Are Golden" (Don Diablo Vocal Remix)   |               |

| Phiên bản Limited, Numbered, Gold 7-inch Vinyl | Phiên bản Limited, Numbered, Gold 7-inch Vinyl | Phiên bản Limited, Numbered, Gold 7-inch Vinyl |
| STT                                            | Nhan đề                                        | Thời lượng                                     |
| ---------------------------------------------- | ---------------------------------------------- | ---------------------------------------------- |
| 1.                                             | "We Are Golden"                                |                                                |
| 2.                                             | "We Are Golden" (Jokers Of The Scene Remix)    |                                                |

| Remixes EP | Remixes EP                                  | Remixes EP |
| STT        | Nhan đề                                     | Thời lượng |
| ---------- | ------------------------------------------- | ---------- |
| 1.         | "We Are Golden" (Calvin Harris Vocal)       |            |
| 2.         | "We Are Golden" (Calvin Harris Dub)         |            |
| 3.         | "We Are Golden" (Don Diablo Remix)          |            |
| 4.         | "We Are Golden" (Don Diablo Dub)            |            |
| 5.         | "We Are Golden" (Mirwais Remix)             |            |
| 6.         | "We Are Golden" (Mirwais Dub)               |            |
| 7.         | "We Are Golden" (Jokers of the Scene Remix) |            |

## Xếp hạng
Đĩa đơn có mặt lần đầu trên UK Singles Chart ở #4 ngày 13 tháng 9 năm 2009, trước khi bị rơi ra khỏi Top 10 trong tuần thứ hai, xuống vị trí #11. Đĩa đơn đã được phát hành ở Hoa Kỳ từ tháng 8, nhưng đã không có ảnh hưởng nào đến các bảng xếp hạng. Ở Ý, ca khúc đã rất thành công, leo đến được vị trí #3 và trụ được trong Bảng xếp hạng đĩa đơn của nước này trong vòng 18 tuần trong khi đĩa đơn tiếp theo từ album này của anh, "Rain", đang có mặt ở vị trí #9.
| Bảng xếp hạng (2009)               | Vị trí cao nhất |
| ---------------------------------- | --------------- |
| Australian Singles Chart           | 10              |
| Austrian Singles Chart             | 17              |
| Belgian Singles Chart (Flanders)   | 9               |
| Belgian Singles Chart (Wallonia)   | 7               |
| Canadian Hot 100                   | 15              |
| Dutch Singles Chart                | 20              |
| Eurochart Hot 100 Singles          | 24              |
| French Singles Chart               | 19              |
| German Singles Chart               | 29              |
| Hungarian Singles Chart            | 10              |
| Irish Singles Chart                | 14              |
| Italian Singles Chart              | 3               |
| Japan Hot 100                      | 15              |
| Norwegian Singles Chart            | 19              |
| Romanian Top 100                   | 71              |
| Spanish Singles Chart              | 37              |
| Swedish Singles Chart              | 30              |
| Swiss Singles Chart                | 11              |
| UK Singles Chart                   | 4               |
| U.S. Billboard Hot Dance Club Play | 5               |

## Thời gian phát hành
| Khu vực      | Ngày                | Dạng đĩa    |
| ------------ | ------------------- | ----------- |
| Úc           | 14 tháng 8 năm 2009 | Download số |
| Hoa Kỳ       | 18 tháng 8 năm 2009 | Download số |
| Anh, Ireland | 20 tháng 7 năm 2009 | Sóng radio  |
| Anh, Ireland | 6 tháng 9 năm 2009  | Download số |
| Anh, Ireland | 7 tháng 9 năm 2009  | CD đĩa đơn  |
| Ý            | 24 tháng 7 năm 2009 | Sóng radio  |